# Sax (wapen)

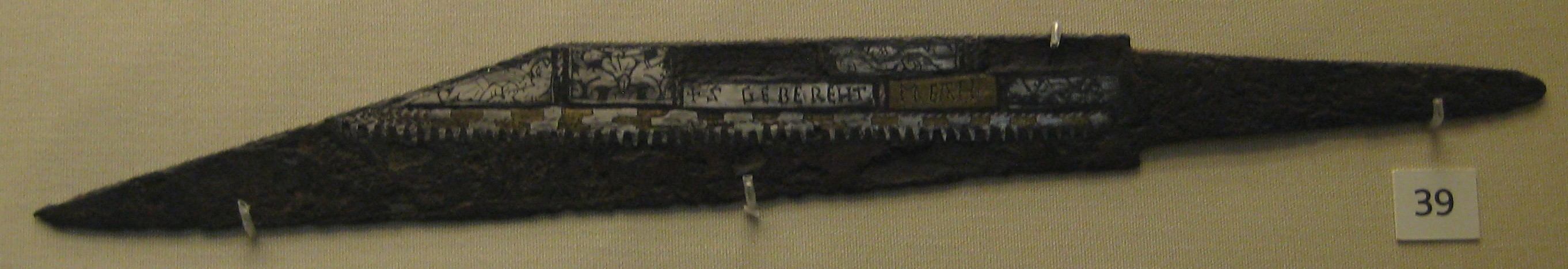
IJzeren sax uit Sittingbourne in Kent met scherp recht lemmet en gekromde rug en inscriptie "☩ BIORHTELM ME ÞORTE" (Biorhtelm maakte me) en "☩ S[I]GEBEREHT ME AH" (S[i]gebereht bezit me), British Museum.

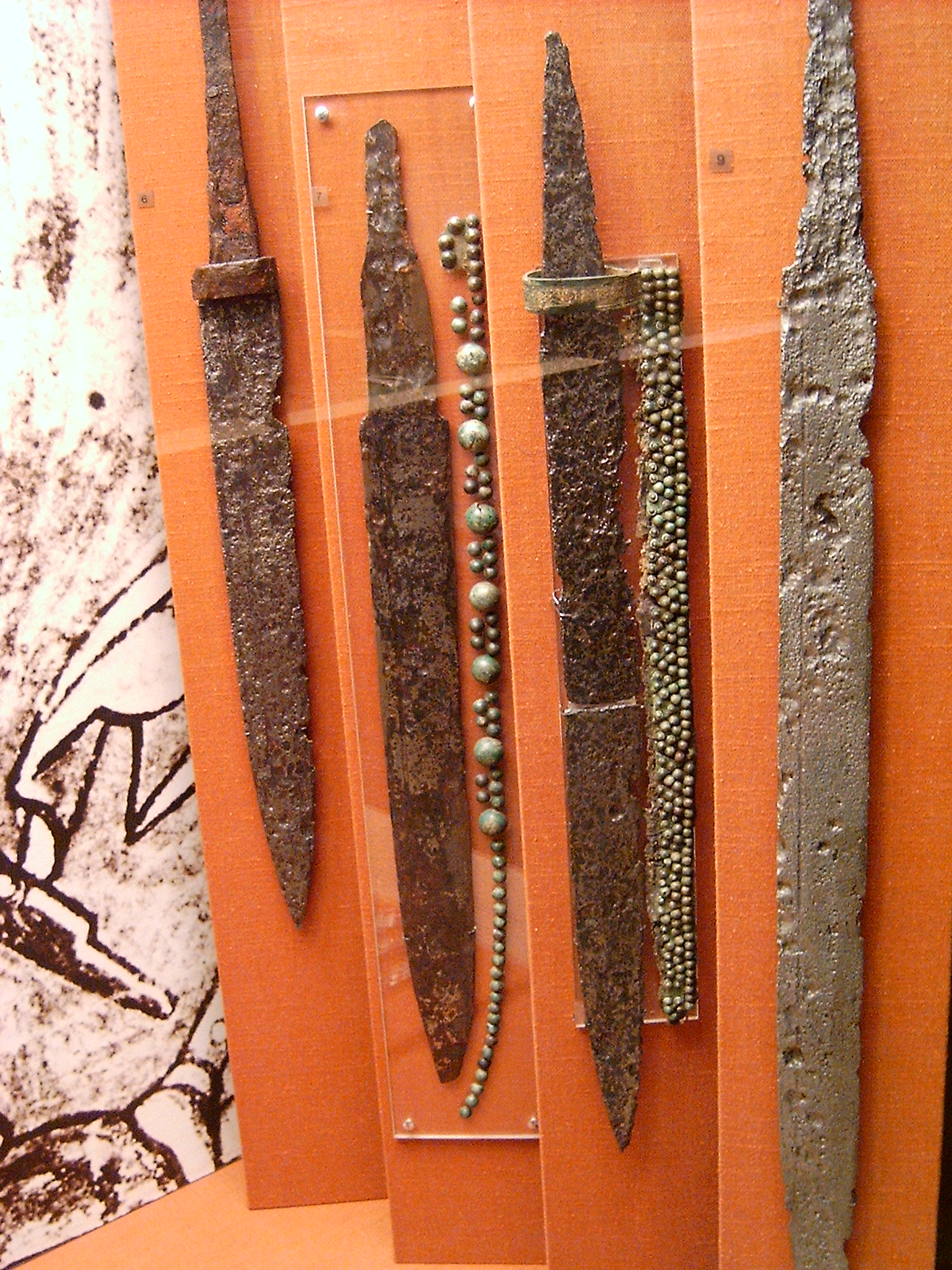
Een aantal saxen. Landesmuseum Württemberg, Stuttgart, Duitsland

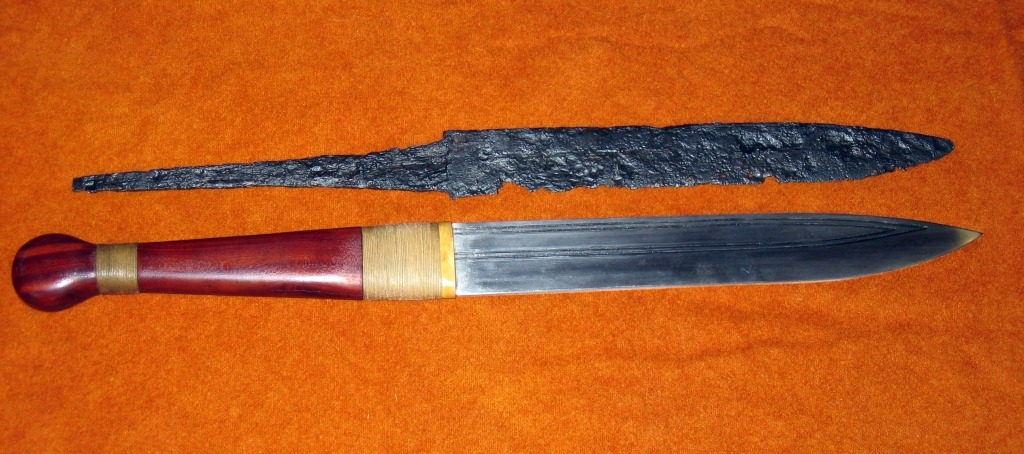
Restanten van een 7e-eeuwse sax met een reconstructie. Alamannenmuseum Weingarten (Württemberg), Duitsland

Een sax of seax (Oudengels, ook hadseax, seaxe, scramaseax, scramsax en sachsum (Latijn)) is een mes of steek- en slagwapen. Een sax kan gemaakt zijn van koolstofstaal of damaststaal. Archeologen duiden met sax de grote messen aan die mannen droegen van de 5e tot de 11e eeuw in het gebied van Ierland, Scandinavië tot Noord-Italië. In de heraldiek is een sax een embleem dat bestaat uit een kromzwaard met een lemmet met inkepingen.

## Soorten
Saxen kennen een grote verscheidenheid in vorm en samenstelling, bijvoorbeeld:
- de staart op de middellijn van de kling in een handvat van hout of hoorn
- een groot lemmet met snede aan een kant
- het lemmet wordt horizontaal in een schede aan de gordel gedragen, met de snede omhoog.

In Duitsland kwamen in chronologische volgorde (ongeveer 450 tot 800 AD) voor:
- Schmaler Langsax
- Kurzsax
- Schmalsax
- Leichter Breitsax
- Schwerer Breitsax
- Atypischer Breitsax
- Langsax

## Historische bronnen
- In het epische gedicht Beowulf hanteerde de hoofdpersoon Beowulf een sax om een draak mee te doden.
- Gregorius van Tours: Historia Francorum omstreeks 591. Hoofdstuk 4.51: Tunc duo pueri cum cultris validis, quos vulgo scramasaxos vocant, infectis vinino, malificati a Fredegundae regina, cum aliam causam suggerire simularent, utraque ei latera feriunt. (Vertaling: Toen benaderden twee slaven (pueri), die door koningin Fredegunda betoverd waren, hem onder een of ander voorwendsel met zware vergiftigde messen, die scramsaxen genoemd worden. Ze staken van twee kanten op hem in.)[5]
- Lex Visigothorum omstreeks 654
- Liber Historiae Francorum omstreeks 727. Hoofdstuk 35: dum rex de equo discenderet, euntibus reliquis personis ad mansiones suas, ibi gladiatores percusserunt regem in ventrem suum duobus scramsaxiis. (Vertaling: Toen de koning van zijn paard afsteeg en de anderen naar huis gingen, verwondden twee ridders (gladiatores) hem daar in de buik met twee "scramsaxen".)